# 리틀 도쿄 라이프
《리틀 도쿄 라이프》(일본어: リトルトーキョーライフ)는 2014년 10월 8일부터 TV 도쿄에서 방송 중인 버라이어티 프로그램이다.

## 개요
TV 도쿄에서 매주 수요일 23시 58분부터 한 시간가량 생방송으로 진행되는 심야 버라이어티 프로그램으로, 같은 방송국에서 매주 일요일에 방송되는 《도쿄 라이브 22시》의 동생격 프로그램이다. 캐치프레이즈는 〈다 함께 만드는 가득가득한 생방송〉.
메인 기획으로는, 주어진 상황에 앞으로 어떻게 될 것인지 알 수 없는 일에 대해서 시청자와 함께 예상하여 곧 일어날 일을 맞추는 어떻게 될까 라이브, 테마에 맞추어 시청자가 보고 싶은 쟈니즈의 모습을 실시간으로 투표하여 즉석에서 연기해보는 망상 라이브의 두 가지가 있다.
현지 시청자들은 TV 데이터 방송 혹은 LINE 메신저를 이용하여 방송에 참여할 수 있다.
2015년 7월 1일부터, 현재의 타이틀로 개제했다.

## 출연자
- Hey! Say! JUMP
- 쟈니즈WEST
- 도리얀 (목소리:카와시마 아키라 (기린))

Hey! Say! JUMP와 쟈니즈WEST에서 번갈아가며 격주로, 한 회당 3명의 MC가 출연한다.
〈도리얀〉은 TV 도쿄의 신 캐릭터이며, 《리틀 도쿄 라이브》의 어시스턴트를 맡고 있다.

## 방송 목록
| 회 | 방송일          | 출연자 | 비고                                      |
| -- | --------------- | --- | ----------------------------------------- |
| 1  | 2014년 10월 8일 | 타카키 유야, 야오토메 히카루, 오카모토 케이토 (Hey! Say! JUMP)                                                                                        |                                           |
| 2  | 10월 15일       | 나카마 준타, 시게오카 다이키, 카미야마 토모히로 (쟈니즈WEST)                                                                                          | 코야마 케이치로 (NEWS)가 도중에 깜짝 출연 |
| 3  | 10월 22일       | 아리오카 다이키, 나카지마 유토, 치넨 유리 (Hey! Say! JUMP)                                                                                            |                                           |
| 4  | 10월 29일       | 나카마 준타, 하마다 타카히로, 코타키 노조무 (쟈니즈WEST)                                                                                              |                                           |
| 5  | 11월 5일        | 야부 코타, 이노오 케이, 야오토메 히카루, 야마다 료스케 (Hey! Say! JUMP)                                                                               |                                           |
| 6  | 11월 12일       | 키리야마 아키토, 시게오카 다이키, 코타키 노조무, 후지이 류세이 (쟈니즈WEST)                                                                           |                                           |
| 7  | 11월 19일       | 야마다 료스케, 나카지마 유토, 이노오 케이, 야부 코타 (Hey! Say! JUMP)                                                                                 |                                           |
| 8  | 11월 26일       | 나카마 준타, 시게오카 다이키, 후지이 류세이, 카미야마 토모히로 (쟈니즈WEST)                                                                           |                                           |
| 9  | 12월 3일        | 치넨 유리, 오카모토 케이토, 아리오카 다이키, 타카키 유야 (Hey! Say! JUMP)                                                                             |                                           |
| 10 | 12월 10일       | 키리야마 아키토, 코타키 노조무, 후지이 류세이, 하마다 타카히로 (쟈니즈WEST)                                                                           |                                           |
| 11 | 12월 17일       | 치넨 유리, 오카모토 케이토, 이노오 케이, 야오토메 히카루 (Hey! Say! JUMP)                                                                             |                                           |
| 12 | 2015년 1월 14일 | 키리야마 아키토, 나카마 준타, 시게오카 다이키, 카미야마 토모히로 (쟈니즈WEST)                                                                         |                                           |
| 13 | 1월 21일        | 야마다 료스케, 오카모토 케이토, 아리오카 다이키, 타카키 유야 (Hey! Say! JUMP)                                                                         |                                           |
| 14 | 1월 28일        | 시게오카 다이키, 키리야마 아키토, 후지이 류세이, 코타키 노조무 (쟈니즈WEST)                                                                           |                                           |
| 15 | 2월 4일         | 치넨 유리, 아리오카 다이키, 이노오 케이, 야오토메 히카루 (Hey! Say! JUMP)                                                                             |                                           |
| 16 | 2월 11일        | 시게오카 다이키, 나카마 준타, 코타키 노조무, 하마다 타카히로 (쟈니즈WEST)                                                                             |                                           |
| 17 | 2월 18일        | 야마다 료스케, 치넨 유리, 오카모토 케이토, 야부 코타 (Hey! Say! JUMP)                                                                                 |                                           |
| 18 | 2월 25일        | 시게오카 다이키, 나카마 준타, 후지이 류세이, 하마다 타카히로 (쟈니즈WEST)                                                                             |                                           |
| 19 | 3월 4일         | 나카지마 유토, 오카모토 케이토, 아리오카 다이키, 이노오 케이 (Hey! Say! JUMP)                                                                         |                                           |
| 20 | 3월 11일        | 시게오카 다이키, 나카마 준타, 하마다 타카히로, 코타키 노조무 (쟈니즈WEST)                                                                             |                                           |
| 21 | 3월 18일        | 야마다 료스케, 나카지마 유토, 아리오카 다이키, 야오토메 히카루 (Hey! Say! JUMP)                                                                       |                                           |
| 22 | 3월 25일        | 오카모토 케이토, 아리오카 다이키, 타카키 유야, 이노오 케이 (Hey! Say! JUMP) 시게오카 다이키, 나카마 준타, 하마다 타카히로, 코타키 노조무 (쟈니즈WEST) | 제1회 생방송이니까 해버렸네 대상          |
| 23 | 4월 1일         | 나카지마 유토, 오카모토 케이토, 타카키 유야, 야오토메 히카루 (Hey! Say! JUMP)                                                                         |                                           |
| 24 | 4월 8일         | 시게오카 다이키, 키리야마 아키토, 카미야마 토모히로, 후지이 류세이 (쟈니즈WEST)                                                                       |                                           |
| 25 | 4월 15일        | 야마다 료스케, 치넨 유리, 아리오카 다이키, 타카키 유야 (Hey! Say! JUMP)                                                                               |                                           |
| 26 | 4월 22일        | 쟈니즈WEST | 쟈니즈WEST 데뷔 1주년 기념                |
| 27 | 4월 29일        | 치넨 유리, 나카지마 유토, 오카모토 케이토, 야오토메 히카루 (Hey! Say! JUMP)                                                                           |                                           |
| 28 | 5월 6일         | 시게오카 다이키, 키리야마 아키토, 하마다 타카히로, 코타키 노조무 (쟈니즈WEST)                                                                         |                                           |
| 29 | 5월 13일        | 야마다 료스케, 오카모토 케이토, 아리오카 다이키, 타카키 유야 (Hey! Say! JUMP)                                                                         |                                           |
| 30 | 5월 20일        | 나카마 준타, 카미야마 토모히로, 후지이 류세이, 하마다 타카히로 (쟈니즈WEST)                                                                           |                                           |
| 31 | 5월 27일        | 나카지마 유토, 아리오카 다이키, 타카키 유야, 이노오 케이 (Hey! Say! JUMP)                                                                             |                                           |
| 32 | 6월 3일         | 키리야마 아키토, 나카마 준타, 카미야마 토모히로, 후지이 류세이 (쟈니즈WEST)                                                                           |                                           |
| 33 | 6월 10일        | 야마다 료스케, 오카모토 케이토, 이노오 케이, 야부 코타 (Hey! Say! JUMP)                                                                               |                                           |